# James M. Marvin

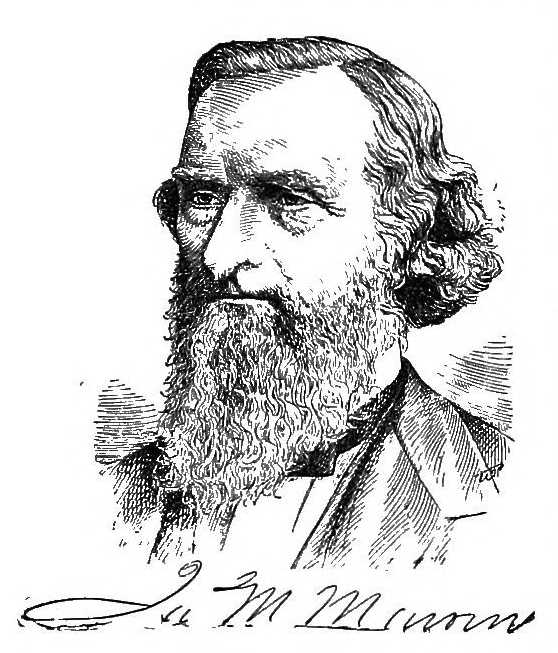
James M. Marvin

James Madison Marvin (* 27. Februar 1809 in Ballston, New York; † 25. April 1901 in Saratoga Springs, New York) war ein US-amerikanischer Jurist und Politiker. Zwischen 1863 und 1869 vertrat er den Bundesstaat New York im US-Repräsentantenhaus.

## Werdegang
James Madison Marvin wurde ungefähr drei Jahre vor dem Ausbruch des Britisch-Amerikanischen Krieges in Ballston im Saratoga County geboren. Er besuchte Gemeinschaftsschulen. Dann zog er nach Saratoga Springs, wo er dort und in Albany dem Hotelleriegewerbe nachging. Politisch gehörte er zu jener Zeit der Whig Party an. 1845 saß er in der New York State Assembly. Er war Mitglied im Board of Supervisors von Saratoga County und hatte dort in den Jahren 1845, 1857, 1862 und 1874 den Vorsitz. 
Bei den Kongresswahlen des Jahres 1862 für den 38. Kongress wurde Marvin als Republikaner im 18. Wahlbezirk von New York in das US-Repräsentantenhaus in Washington, D.C. gewählt, wo er am 4. März 1863 die Nachfolge von Clark B. Cochrane antrat. Er wurde zwei Mal in Folge wiedergewählt. Da er auf eine erneute Kandidatur im Jahr 1868 verzichtete, schied er nach dem 3. März 1869 aus dem Kongress aus. Als Kongressabgeordneter hatte er den Vorsitz über das Committee on Expenditures im Department of the Treasury (39. und 40. Kongress).
Nach seiner Kongresszeit war er Präsident der First National Bank of Saratoga Springs und Direktor der New York Central Railroad. Am 25. April 1901 verstarb er in Saratoga Springs und wurde dann auf dem Greenridge Cemetery beigesetzt.